# Hurrikan Carla
Hurrikan Carla war einer der beiden Stürme der Kategorie 5 in der Hurrikansaison 1961. Er traf die Küste Texas als Sturm der Kategorie 4, und wurde zu einem der stärksten Stürme die jemals die USA trafen. Der Sturm verursachte, auf heutige Kaufkraft gerechnet, Schäden in Höhe von 2 Milliarden USD. Durch massive Evakuierungen im Vorfeld konnte aber die Zahl der Todesfälle mit 43 relativ niedrig gehalten werden.

## Verlauf des Sturms

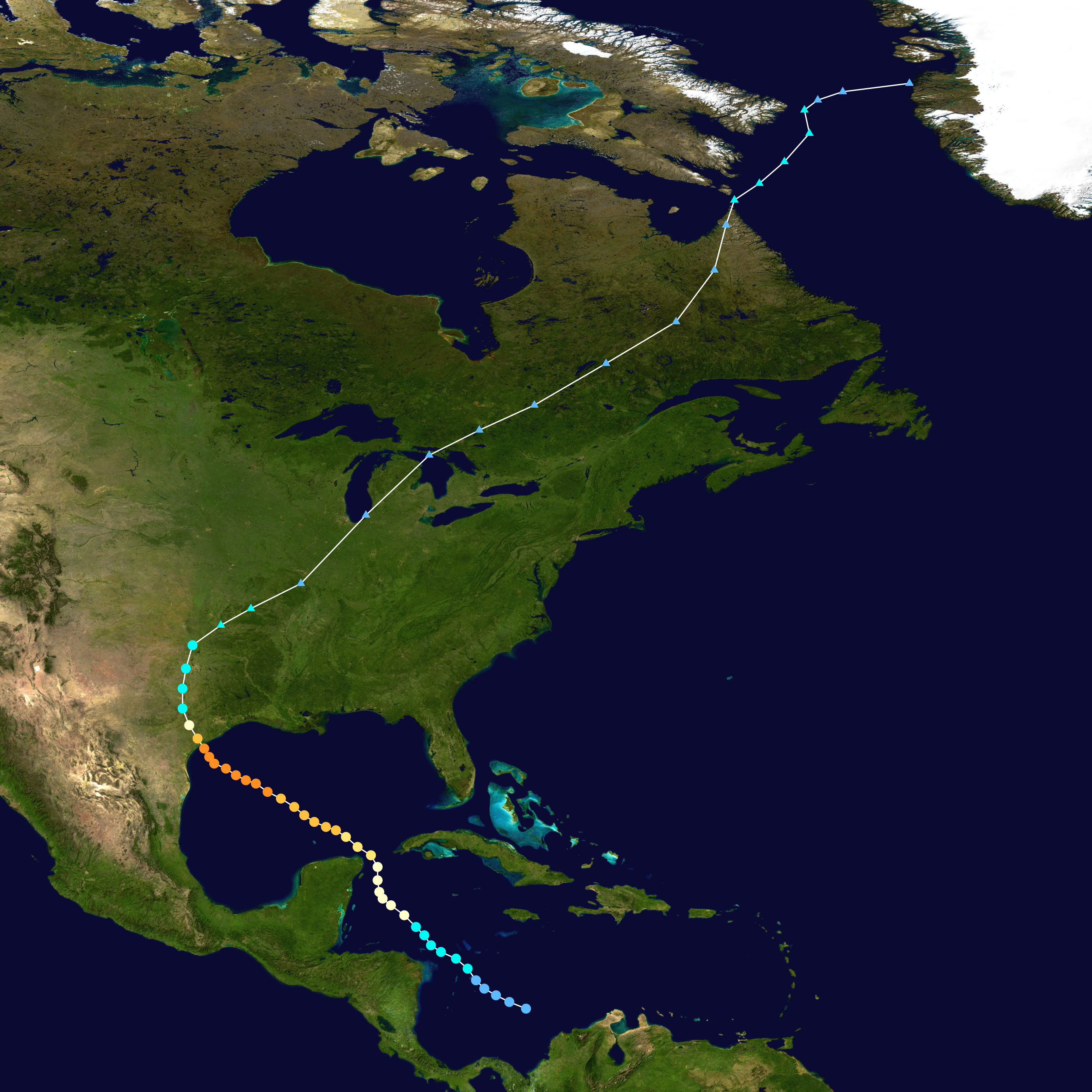
Verlauf des Hurrikans

Am 3. September entwickelte sich im westlichen Teil der Karibik aus einer Störung innerhalb der innertropischen Konvergenzzone ein tropisches Tiefdruckgebiet. Dieses bewegte sich in Richtung Nordwesten und wurde am 5. September zu einem tropischen Sturm. Bereits am 6. September entstand daraus ein Hurrikan. Nachdem er die Halbinsel Yucatán als leichter Hurrikan überquert hatte, nahm Carla Kurs auf die Golfküste der USA.
Da der Sturm sehr langsam den Golf überquerte, gewann er stetig an Stärke, bis er am 11. September mit 280 km/h seine höchsten Windgeschwindigkeiten erreichte. Danach schwächte er sich leicht ab, traf aber dennoch ungewöhnlich stark, als Kategorie 4 Sturm, in Port O’Connor an Land.

## Auswirkungen
Die Sturmflut erreichte eine Höhe von 6,7 m und drang an manchen Stellen bis zu 16 km ins Landesinnere ein. Wegen seiner großen Ausdehnung hatte der Hurrikan Auswirkungen auf die gesamte Küste von Texas und verursachte Schäden, die sogar ins Landesinnere bis Dallas reichten. Der Druck beim Erreichen der Küste lag bei 931 hPa (mbar), was den Hurrikan zum siebtstärksten in der Geschichte der Vereinigten Staaten im 20. Jahrhundert macht.
Viele Schäden entstanden weit entfernt von der Stelle, an der Carla das Land erreichte, da Carla einen der größten durch einen Hurrikan ausgelösten Tornado-Ausbrüche seit Beginn der Aufzeichnungen verursacht hatte. Ein F4-Tornado fegte durch die Innenstadt von Galveston und tötete dabei mehrere Menschen (es wurde von 6 bis 12 Toten berichtet). Außerhalb des Schutzes durch den Uferdamm (Galveston Seawall) wurden die Gebäude auf der Insel durch die Sturmflut schwer beschädigt. Weiter gab es Berichte über Schäden weiter östlich bis hin zum Mississippi-River-Delta.
Als sich der Hurrikan Carla abschwächte, löste er heftige Regenfälle im Mittleren Westen aus.
Durch Carla starben insgesamt 43 Personen, davon 31 in Texas. Diese niedrige Zahl der Todesopfer ist darauf zurückzuführen, dass die damals größte Evakuierung der US-Geschichte in Friedenszeiten durchgeführt wurde. Eine halbe Million Einwohner flüchteten von den betroffenen Küstengebieten ins Inland. Carla verursachte einen Sachschaden von 325 Millionen US-Dollar (das entspricht 2,03 Milliarden im Jahr 2005).

## Name
Der Name Carla wurde nach dem Sturm nicht weiter verwendet und durch den Namen Carol ersetzt.

## Trivia
Der Sturm war der erste, der live im Fernsehen übertragen wurde. Damals berichtete der damals noch wenig bekannte Nachrichtenmann Dan Rather live vom Galveston Seawall während des Sturms.
Die Popgruppe „The Hooters“ spielt in ihrem Lied „Karla with a K“ offenbar auf den Hurrikan von 1961 an: „A Hurricane it´s on his Way - they call it Karla, with a K.“